# Francine Tacker
Francine Tacker (nacida el 15 de septiembre de 1946) es una actriz estadounidense retirada conocida por aparecer como Jenna Wade en dos episodios de la telenovela Dallas en 1980.

## Carrera
Tacker fue la segunda actriz en interpretar al personaje, sucediendo a Morgan Fairchild y precediendo a Priscilla Presley. También fue una actriz habitual en la serie de televisión The Paper Chase, interpretando a Elizabeth Logan durante la temporada 1978–1979 y en Empire en 1984. En 1980, interpretó a la reportera Camille Rittenhouse, una mujer que compartía un ático con otras tres mujeres, en la serie cómica de corta duración Goodtime Girls.

## Vida personal
Estuvo casada con el actor Robert Ginty, al que conoció durante el rodaje de The Paper Chase. Su hijo es el actor James Francis Ginty. En Goodtime Girls, trabajó con la segunda esposa de Ginty, la actriz Lorna Patterson (que interpretaba a Betty Crandall frente a Camille de Francine).

## Filmografía

### Televisión
| Año       | Título          | Papel               | Notas                                                   |
| --------- | --------------- | ------------------- | ------------------------------------------------------- |
| 1975      | Ryan's Hope     | Dr. Gloria Tassky   |                                                         |
| 1979      | Mrs. Columbo    | hermana Janice      | Episodio: "A Puzzle for Prophets"                       |
| 1978-1979 | The Paper Chase | Elizabeth Logan     | 21 episodios                                            |
| 1979      | Angie           | Karen Anders        | Episodio: "Harvey's Mother"                             |
| 1980      | Dallas          | Jenna Wade          | Episodio: "Jenna's Return Episode: "Sue Ellen's Choice" |
| 1980      | The Associates  | Susan Warren        | Episodio: "Danko's a Daddy"                             |
| 1980      | Goodtime Girls  | Camille Rittenhouse | 13 episodios                                            |
| 1983      | Oh Madeline     | Annie McIntyre      | 8 episodios                                             |
| 1984      | Empire          | Amelia Lapidus      | 4 episodios                                             |
| 1984      | The Bounder     | Laura Spencer       | telefilme                                               |
| 1986      | Valerie         | Caroline            | Episodio: "Old Enough"                                  |